# Condado de Clarke (Virgínia)
O Condado de Clarke é um dos 95 condados do estado americano de Virgínia. A sede do condado é Berryville, e sua maior cidade é Berryville. O condado possui uma área de 462 km² (dos quais 4 km² estão cobertos por água), uma população de 12 652 habitantes, e uma densidade populacional de 28 hab/km² (segundo o censo nacional de 2000). O condado foi fundado em 1836.